# Кража базы

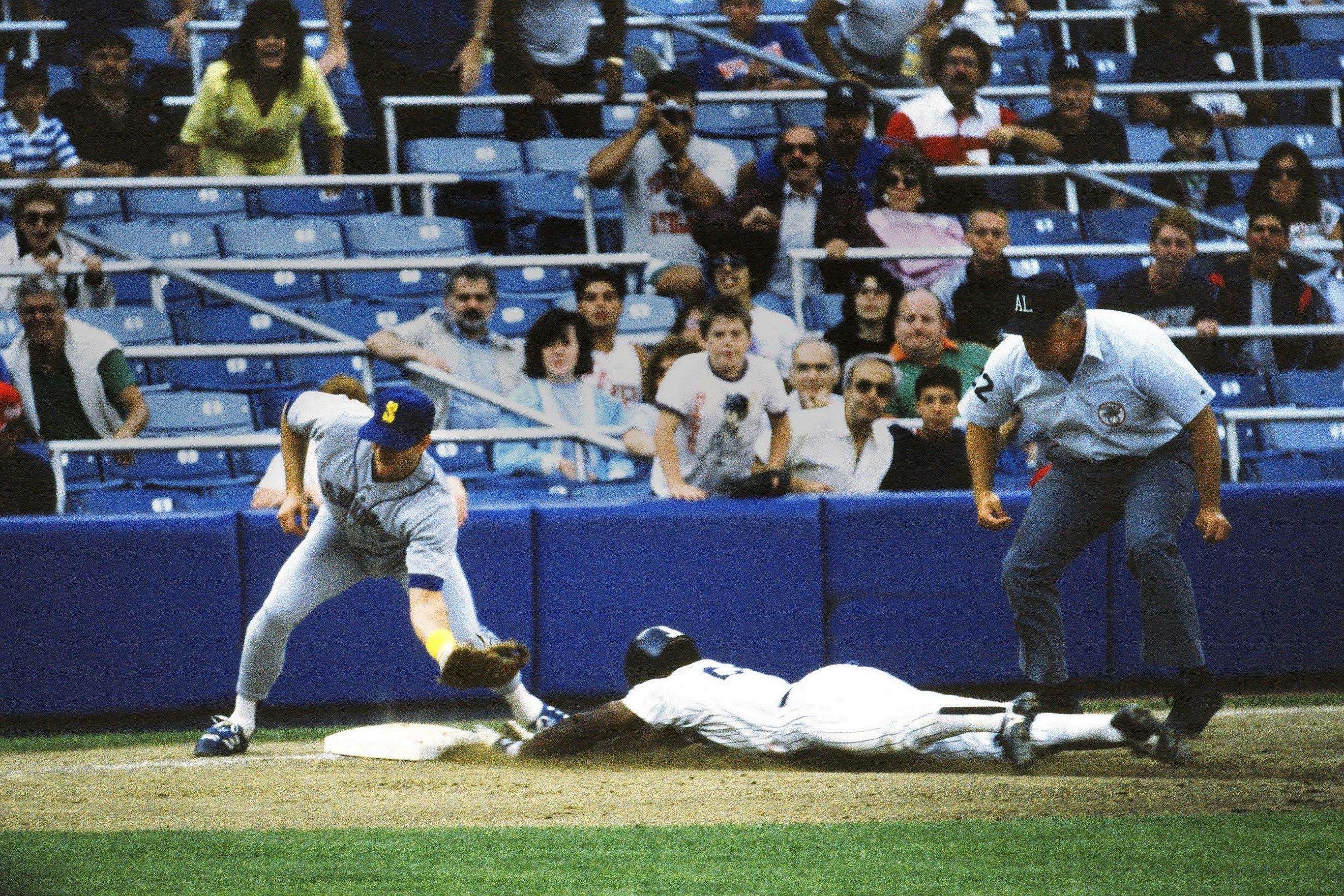
Рики Хендерсон из «Нью-Йорк Янкис» осуществляет кражу базы в 1988 году

Кража базы (англ. Stolen base) — игровая ситуация в бейсболе, когда игрок, находящийся на базе, обегает следующую базу в момент подачи питчера, но до того, как бьющий успел осуществить удар. Кража базы — один из способов переместиться на следующую базу без удара и в бейсбольной статистике обозначается сокращением SB.
Попытаться украсть первую базу можно только в том случае, если кэтчер пропустил третий страйк: пока кэтчер ловит пропущенный мяч, игрок может бежать. Так как кража базы не считается вынужденной игрой, игроку защиты не достаточно касаться базы с мячом в перчатке, а нужно осаливать бегущего. Остальные же базы можно украсть во время любой из последующих подач питчера. Игрок начинает бежать во время замаха питчера, а бьющий сознательно пропускает удар, оставляя мяч кэтчеру, задача которого — как можно быстрее перенаправить мяч на базу, которую пытается украсть бегущий. Многое зависит от точности броска кэтчера — обычно мяч и бегущий попадают на базу с разницей в доли секунды.
Первым игроком, сумевшим осуществить кражу базы в 1863 или 1865 году, считается Нэт Катберт из «Филадельфия Кейстонус», хотя сам термин не использовался вплоть до 1971 года. В конце XIX века кражей базы считалась ситуация, когда бьющий-бегущий занимает базу во время удара другого игрока. В 1887 году Хью Николь установил непобитый до сих пор рекорд Главной лиги бейсбола, украв 138 баз, хотя многие из них по современным правилам не попадают под кражу. Современные правила по большей части были приняты в 1898 году: кражей базы стала считаться ситуация, когда бегущий занимает базу после того, как питчер осуществил подачу, но до того, как бьющий успел отбить.